# École nationale technique des sous-officiers d'active
Pour les articles homonymes, voir École des sous-officiers.
Ne doit pas être confondu avec École nationale des sous-officiers d'active.
L'École nationale technique des sous-officiers d'active (ENTSOA) avait pour vocation de former les futurs sous-officiers de l'armée de terre française sur les plans militaire et technique.

## Formation
Les jeunes recrues (de 16 à 18 ans), sélectionnés par voie de concours, suivaient pendant trois années dans  leur scolarité une formation militaire toutes armes et étaient orientées, dès leur entrée, dans une filière technique à la suite de tests psychotechniques assez poussés (électronique, électrotechnique ou mécanique).
À l'issue du cursus de formation (2 ans soit en BEP soit en baccalauréat) et la troisième année était consacrée à la spécialité choisie, pour application sur matériels militaires, véhicule, transmission, armement, etc. Le BEP ou le baccalauréat (les deux premières années) étaient financés par l'état en échange de 7 années d'engagement dans l'armée de terre.
En fonction de leur classement, les élèves choisissaient l'arme dans laquelle ils souhaitaient servir. Sous réserve de réussite aux examens passés, ils étaient nommés au premier grade de sous-officier (sergent ou maréchal-des-logis) puis étaient affectés directement en corps de troupe, qu'ils choisissaient en fonction de leur classement, ou via un passage en école de spécialisation où ils passaient un second CT1.
En cas d'échec : 
- Au BEP ou au baccalauréat, l'élève était renvoyé dans ses foyers avec ou sans obligation de rembourser les deux ans d'études (décision d'une commission).
- À la formation militaire (certificat militaire élémentaire (CME), certificat militaire du premier degré (CM1)) l'élève était muté comme militaire du rang dans un corps de troupe pour finir de rembourser ses 7 années de contrat.

### Militaire
La formation militaire consistait à l'apprentissage des actes réflexes et élémentaires du niveau chef de groupe. En fin de scolarité, les élèves obtenaient le certificat militaire du 1er degré (CM1). Les cours militaires étaient dispensés en dehors des heures de cours scolaires et les week-ends se passaient souvent"sur le terrain"il arrivait de dormir dehors sous les tentes composées à l'époque d'un demi morceau que l'on assemblait avec son binôme de manière à composer une tente et parfois sous la neige 

### Technique
Assurée à la fois par du personnel militaire de l'École et du personnel civil relevant de l'Éducation nationale, la formation technique revêtait un double but : d'une part, l'obtention d'un diplôme professionnel (CAP, BEP ou baccalauréat) et, d'autre part, l'obtention du Certificat Technique du 1er degré (CT1).

## Historique
- L'École des apprentis techniciens de l'Armée de terre (EATAT) ouvre le 1er octobre 1963, dans l'enceinte du quartier de Bange à Issoire, avec pour objectif premier de fournir à l'Armée de terre des cadres disposant d'une double compétence de sous-officier et de technicien. Le décret no 66 284 en date du 28 avril 1966 fixe les principes de fonctionnement de l'École.
- Changement de nom en 1964, où elle devient l'école d'enseignement technique de l'Armée de terre (EETAT)
- Le 26 février 1965, monsieur Pierre Messmer, ministre des Armées remet le drapeau de l'École au colonel de Buzonnière.

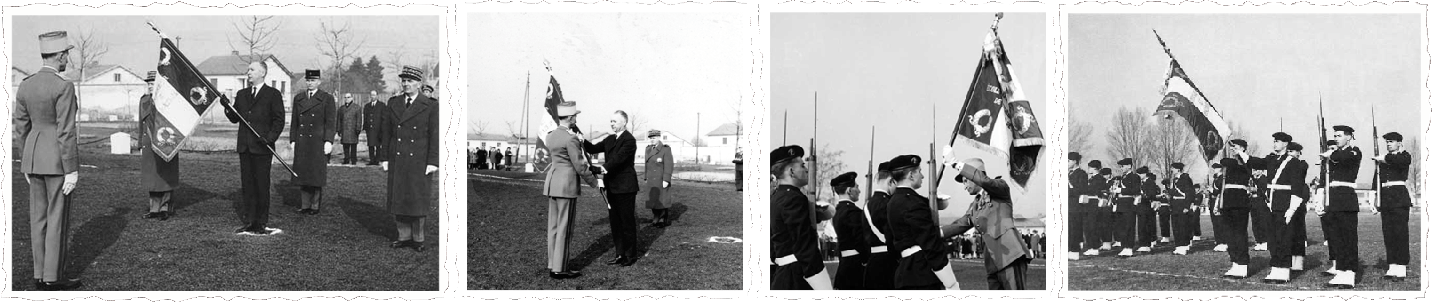
Remise du premier drapeau à l'EETAT par Mr Pierre Messmer.
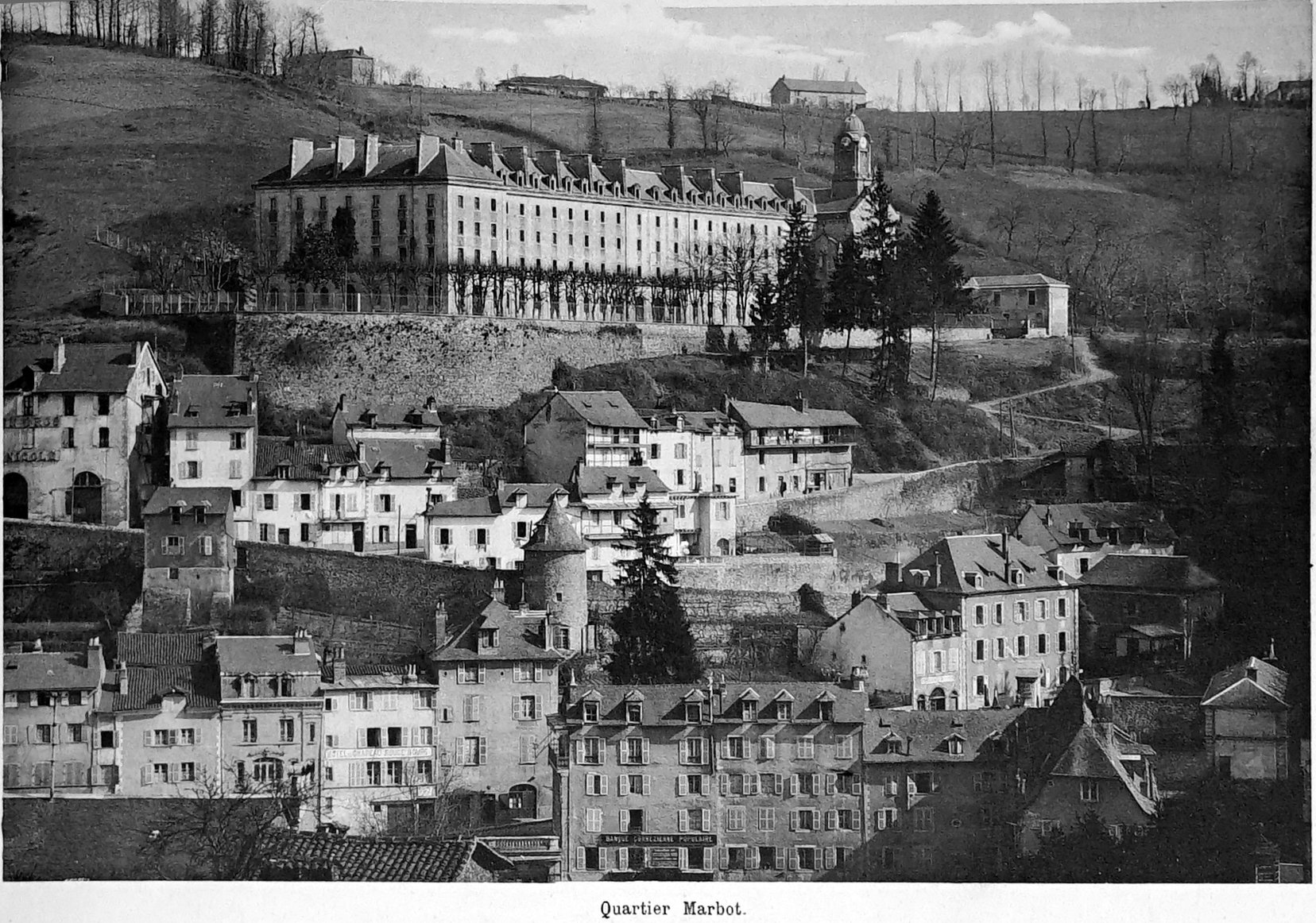
Le quartier Morbot.

- En 1972, ouverture de l'annexe de Tulle. Elle comprend les quartiers de Marbot (formation des électromécaniciens)  et de la Bachellerie (formation des comptables et mécaniciens monteurs).
- En 1977, elle prend l'appellation d'école nationale technique des sous-officiers d'active.
- En 1984, fermeture de l'annexe de Tulle qui est remplacée par une école de gendarmerie.
- En septembre 1986, l'ENTSOA accueille ses premiers élèves féminins, et modifie de ce fait ses casernements.
- 29 juillet 1998, après 35 ans d'existence, l'ENTSOA ferme définitivement ses portes. Le quartier est alors occupé par le 28e régiment de transmissions.